# Lijst van voetbalinterlands Madagaskar - Malawi
Deze lijst van voetbalinterlands is een overzicht van alle officiële voetbalwedstrijden tussen de nationale teams van Madagaskar en Malawi. De landen hebben tot op heden zeven keer tegen elkaar gespeeld. De eerste ontmoeting, een vriendschappelijke wedstrijd, vond plaats op 1 juli 1969 in Antananarivo. Het laatste duel, een kwalificatiewedstrijd voor het African Championship of Nations 2018, werd gespeeld in Lilongwe op 29 april 2017.

## Wedstrijden
| № | Plaats       | Datum            | Competitie                                        | Wedstrijd           | Uitslag |
| - | ------------ | ---------------- | ------------------------------------------------- | ------------------- | ------- |
| 1 | Antananarivo | 1 juli 1969      | Vriendschappelijk                                 | Madagaskar − Malawi | 3 − 0   |
| 2 | Antananarivo | 3 december 1978  | Afrika Cup 1980 kwalificatie                      | Madagaskar − Malawi | 2 − 1   |
| 3 | Blantyre     | 17 december 1978 | Afrika Cup 1980 kwalificatie                      | Malawi − Madagaskar | 5 − 1   |
| 4 | Antananarivo | 14 augustus 1983 | Afrika Cup 1984 kwalificatie                      | Madagaskar − Malawi | 0 − 1   |
| 5 | Blantyre     | 28 augustus 1983 | Afrika Cup 1984 kwalificatie                      | Malawi − Madagaskar | 1 − 1   |
| 6 | Antananarivo | 22 april 2017    | African Championship of Nations 2018 kwalificatie | Madagaskar − Malawi | 1 − 0   |
| 7 | Lilongwe     | 29 april 2017    | African Championship of Nations 2018 kwalificatie | Malawi − Madagaskar | 0 − 1   |

## Samenvatting
| Competitie                                   | Totaal gespeeld | Winst Madagaskar | Gelijk | Winst Malawi | Doelsaldo Madagaskar – Malawi |
| -------------------------------------------- | --------------- | ---------------- | ------ | ------------ | ----------------------------- |
| Afrika Cup-kwalificatie                      | 4               | 1                | 1      | 2            | 4 − 8                         |
| African Championship of Nations-kwalificatie | 2               | 2                | 0      | 0            | 2 − 0                         |
| Vriendschappelijk                            | 1               | 1                | 0      | 0            | 3 − 0                         |
| Totaal                                       | 7               | 4                | 1      | 2            | 9 − 8                         |

FMF · A-internationals · Malagassisch vrouwenelftal
1960 – 1969 ·
1970 – 1979 ·
1980 – 1989 ·
1990 – 1999 ·
2000 – 2009 ·
2010 – 2019 ·
2020 − 2029
1963 ·
1964 ·
1965 ·
1966 · 
1967 ·
1968 ·
1969 · 
1970 · 
1971 · 
1972 ·
1973 · 
1974 ·
1975 ·
1976 ·
1977 ·
1978 · 
1979 ·
1980 · 
1981 · 
1982 ·
1983 · 
1984 ·
1985 · 
1986 ·
1987 ·
1988 ·
1989 ·
1990 ·
1991 ·
1992 ·
1993 ·
1994 · 
1995 ·
1996 ·
1997 ·
1998 ·
1999 · 
2000 · 
2001 · 
2002 · 
2003 · 
2004 · 
2005 · 
2006 · 
2007 · 
2008 · 
2009 · 
2010 · 
2011 · 
2012 · 
2013 ·
2014 ·
2015 ·
2016 ·
2017 ·
2018 ·
2019 ·
2020 ·
2021 ·
2022 ·
2023 ·
2024
Algerije ·
Angola ·
Benin ·
Botswana ·
Burkina Faso ·
Burundi ·
Centraal-Afrikaanse Republiek ·
Comoren ·
Congo-Brazzaville ·
Congo-Kinshasa ·
Egypte ·
Equatoriaal-Guinea ·
Ethiopië ·
Gabon ·
Gambia ·
Ghana ·
Guinee ·
Iran ·
Ivoorkust ·
Kaapverdië ·
Kameroen ·
Kenia ·
Kosovo ·
Lesotho ·
Liberia ·
Luxemburg ·
Malawi · 
Mali · 
Mauritanië ·
Mauritius · 
Mozambique · 
Namibië · 
Niger ·
Nigeria · 
Oeganda · 
Rwanda ·
Sao Tomé en Principe ·
Senegal ·
Seychellen · 
Soedan ·
Swaziland · 
Tanzania · 
Togo · 
Tsjaad ·
Tunesië · 
Zambia · 
Zimbabwe · 
Zuid-Afrika
FAM · 
Bondscoaches · 
Topscorers · 
Malawisch vrouwenelftal
1962 - 1969 · 
1970 - 1979 · 
1980 - 1989 · 
1990 - 1999 · 
2000 – 2009 · 
2010 – 2019 ·
2020 − 2029
Algerije ·
Angola ·
Bangladesh ·
Benin ·
Botswana ·
Burkina Faso ·
Burundi ·
Comoren ·
Congo-Brazzaville ·
Congo-Kinshasa ·
Djibouti ·
Egypte ·
Equatoriaal-Guinea ·
Eritrea ·
Ethiopië ·
Gabon ·
Ghana ·
Guinee ·
Ivoorkust ·
Jemen ·
Kameroen ·
Kenia ·
Lesotho ·
Liberia ·
Libië ·
Madagaskar ·
Mali ·
Marokko ·
Mauritius ·
Mozambique ·
Namibië ·
Nigeria ·
Oeganda ·
Rwanda ·
Sao Tomé en Principe ·
Senegal ·
Seychellen ·
Sierra Leone ·
Soedan ·
Somalië ·
Swaziland ·
Tanzania ·
Togo ·
Tsjaad ·
Tunesië ·
Zambia ·
Zimbabwe ·
Zuid-Afrika ·
Zuid-Soedan